# Denis Leary
Pour les articles homonymes, voir Leary.
Denis Leary est un acteur, humoriste, producteur et scénariste américain, né le 18 août 1957 à Worcester (Massachusetts).

## Biographie

### Premiers pas
Denis Leary est le fils d'immigrants irlandais. Il fait ses études secondaires à la Saint Peter-Marian High School de Worcester et poursuit ses études à l'Emerson College de Boston où il se lie d'amitié avec Mario Cantone. Après avoir obtenu son diplôme en 1979, il enseigne la comédie et l'écriture pendant cinq ans.

## Carrière

### Années 1980: débuts sur scène

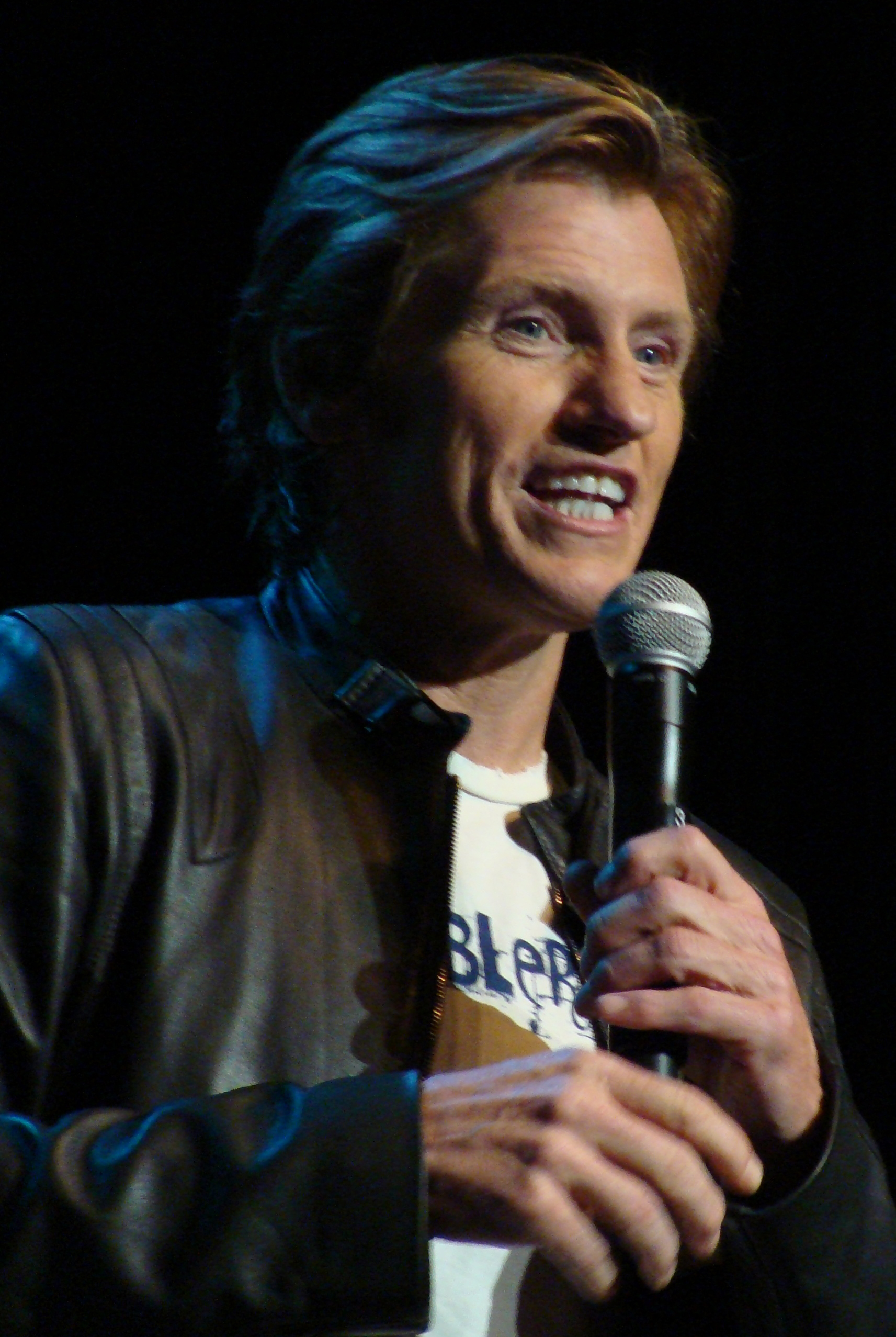
Sur scène, en juin 2010.

Il commence à travailler comme humoriste dans les clubs locaux de Boston et se fait connaître à la fin des années 1980 en faisant des sketches et des imitations pour l'émission Remote Control de MTV. Il connaît ensuite un succès national avec ses spectacles de stand-up No Cure for Cancer (1992) et Lock 'n Load (1997), se forgeant une personnalité scénique d'observateur social cynique et colérique fumant des cigarettes à la chaîne. Certains observateurs accusent toutefois Leary d'avoir calqué son personnage sur celui de l'humoriste Bill Hicks.

### Années 1990: seconds rôles au cinéma
Il entame dans les années 1990 une carrière au cinéma et joue dans des films tels que Demolition Man (1993), Des hommes d'influence (1997), où il donne la réplique à Robert De Niro et Dustin Hoffman, Suicide Kings (1997), où il interprète le garde du corps du personnage joué par Christopher Walken, ou encore Thomas Crown (1999). C'est toutefois en prêtant sa voix pour des films d'animation qu'il obtient ses plus grands succès, notamment en étant la voix de Diego dans la série de films L'Âge de glace.

### Années 2000: consécration télévisuelle
À la télévision, il tient de 2004 à 2011 le rôle principal de la série Rescue Me : Les Héros du 11 septembre, celui d'un pompier luttant contre ses problèmes de couple et d'alcoolisme qui lui vaut des nominations pour le Golden Globe du meilleur acteur dans une série télévisée dramatique en 2005 et le Primetime Emmy Award du meilleur acteur dans une série télévisée dramatique en 2006 et 2007.
Parallèlement à la série, il produit d'autres programmes : en 2008, la série judiciaire La Loi de Canterbury, avec Julianna Margulies, et en 2009, la série policière The Unusuals avec Jeremy Renner. Les deux fictions sont des échecs d'audiences et s'arrêtent dès leur première saison. Il se concentre sur des documentaires par la suite.
En 2012, il revient en tant qu'acteur pour le blockbuster The Amazing Spider-Man, censé relancer une nouvelle trilogie autour du héros éponyme. Il revient pour la suite, toujours dans le rôle de George Stacy, intitulée The Amazing Spider-Man : Le Destin d'un Héros, mais l'échec critique du film, sorti en 2014, conduit le studio à mettre fin à cette nouvelle mouture.
En 2013, il revient aux séries télévisées en se concentrant sur les comédies : Maron (en) est écrite et réalisée par l'humoriste Marc Maron, puis Sirens, lancée l'année suivante, raconte les aventures de trois ambulanciers de Chicago. Il s'investit dans l'écriture, mais le programme est arrêté au bout de deux saisons, faute de réunir une audience suffisante.
En 2015, il revient devant la caméra pour la comédie Sex&Drugs&Rock&Roll sur la chaîne FX, qui avait lancé Rescue Me : Les Héros du 11 septembre. Il en est aussi le créateur, le producteur, le showrunner, et même réalisateur de quelques épisodes.

## Vie privée
Denis Leary s'est marié avec Ann Lembeck Leary en 1989. Le couple a deux enfants,.
À la suite de la mort de son cousin et d'un ami dans un incendie en 1999, il a fondé la Leary Firefighters Foundation pour apporter de l'aide aux familles des six pompiers morts dans l'incendie et acheter du matériel aux départements de pompiers de Worcester et des environs. La fondation a également créé un fonds pour aider les familles des pompiers morts lors des attentats du 11 septembre 2001.

## Filmographie

### Comme acteur
- 1987 : Long Walk to Forever : Newt
- 1991 : Strictly Business : Jake
- 1993 : Alarme fatale (Loaded Weapon 1) : Mike McCracken
- 1993 : Le Gang des champions (The Sandlot) : Bill
- 1993 : Who's the Man? : Sergent Cooper
- 1993 : Demolition Man de Marco Brambilla : Edgar Friendly
- 1993 : La Nuit du Jugement (Judgment Night) : Fallon
- 1994 : Deux doigts sur la gâchette (Gunmen) : Armor O'Malley
- 1994 : Tel est pris qui croyait prendre (The Ref) : Gus
- 1994 : Tueurs nés (Natural Born Killers) : un détenu (uniquement dans la version director's cut)
- 1995 : Operation Dumbo Drop : lieutenant Davis Poole
- 1995 : The Neon Bible : Frank
- 1995 : Favorite Deadly Sins (TV) : Jake
- 1996 : I Want My MTV (vidéo) : Nicotine Fiend
- 1996 : Pour l'amour de l'art (Two If by Sea) : Francis 'Frank' O'Brien
- 1996 : Underworld (en) : Johnny Crown / Johnny Alt
- 1997 : La Part du mal (Love Walked In) : Jack Hanaway
- 1997 : La Seconde Guerre de Sécession (The Second Civil War) (TV) : Vinnie Franko
- 1997 : Subway Stories: Tales from the Underground (TV) - segment "The Red Shoes" : l'homme en fauteuil roulant
- 1997 : Suicide Kings : Lono Veccio
- 1997 : Une vraie blonde (The Real Blonde) de Tom DiCillo : Doug
- 1997 : L'Entremetteur (The MatchMaker) : Nick
- 1997 : Des hommes d'influence (Wag the Dog) de Barry Levinson : Fad King
- 1998 : La Loi du sang (Monument Ave.) de Ted Demme : Bobby O'Grady
- 1998 : Éveil à la vie (Wide Awake) : M. Beal
- 1998 : Small Soldiers de Joe Dante : Gil Mars
- 1998 : 1 001 Pattes (A Bug's Life) : Francis (voix)
- 1999 : Comics Come Home (série télévisée) : Host
- 1999 : Jugé coupable (True Crime) de Clint Eastwood : Bob Findley
- 1999 : Thomas Crown (The Thomas Crown Affair) de John McTiernan : inspecteur Michael McCann
- 1999 : Barney (série télévisée) : Francis (voix)
- 1999 : Jesus' Son d'Alison Maclean (en) : Wayne
- 1999 : Issue de secours (Do Not Disturb) de Dick Maas : Simon
- 2000 : Lakeboat : le pompier
- 2000 : Company Man : Officier Fry
- 2000 : Sand (en) de Matt Palmieri : Teddy
- 2001 : Bad Luck! (Double Whammy) de Tom DiCillo : Ray Pluto
- 2001 : The Job (série télévisée) : Mike McNeil
- 2001 : Final : Bill
- 2002 : Bad Boy : Doug 'Dawg' Munford
- 2002 : L'Âge de glace (Ice Age) : Diego (voix)
- 2002 : The Secret Lives of Dentists : Slater
- 2003 : When Stand Up Stood Out
- 2004 - 2011 : Rescue Me : Les Héros du 11 septembre (série télévisée, rôle principal) : Tommy Gavin
- 2006 : L'Âge de glace 2 (Ice Age: The Meltdown) : Diego (voix)
- 2008 : Recount (téléfilm) : Michael Whouley
- 2008 : Les Simpson (saison 20 épisode 2) : lui-même (voix)
- 2009 : L'Âge de glace 3 : Le Temps des dinosaures (Ice Age: Dawn of the Dinosaurs) : Diego (voix)
- 2012 : The Amazing Spider-Man : George Stacy
- 2012 : L’Âge de glace 4 : La Dérive des continents (Ice Age: Continental Drift) : Diego (voix)
- 2014 : Le repêchage (Draft day) : Coach Penn
- 2014 : The Amazing Spider-Man : Le Destin d'un héros (The Amazing Spider-Man 2) : George Stacy (caméo non crédité)
- Depuis 2015 : Sex&Drugs&Rock&Roll : Johnny Rock (Rôle Principal)
- 2016 : L'Âge de glace 5 : Diego (voix)
- 2016 : Animal Kingdom : Billy (saisons 3,4 & 6)
- 2023 : Spider-Man: Across the Spider-Verse de Joaquim Dos Santos, Kemp Powers et Justin K. Thompson : George Stacy (images d'archives)

### Comme scénariste
- 1987 : Remote Control (série télévisée)
- 1992 : No Cure for Cancer (TV)
- 1996 : Pour l'amour de l'art (Two If by Sea)
- 1997 : Denis Leary: Lock 'N Load (TV)
- 1998 : La Loi du sang (Monument Ave.) de Ted Demme (non crédité)
- 2005 : Merry F %$in' Christmas (en) (TV)

### Comme producteur
- 1992 : No Cure for Cancer (TV)
- 1997 : La Part du mal (Love Walked In)
- 1997 : Denis Leary: Lock 'N Load (TV)
- 2001 : Bad Luck! (Double Whammy)
- 2001 : The Job (série télévisée)
- 2001 : Blow
- 2003 : Comedy Central Roast of Denis Leary (TV)
- 2004 : Rescue Me : Les Héros du 11 septembre (Rescue Me) (série télévisée)
- 2004 : Shorties Watchin' Shorties (série télévisée)
- 2005 : Comedy Central Roast of Jeff Foxworthy (TV)
- 2005 : Merry F#%$in' Christmas (en) (TV)

### Comme compositeur
- 1992 : No Cure for Cancer (TV)
- 1997 : Denis Leary: Lock 'N Load (TV)

### Comme réalisateur
- 1995 : Favorite Deadly Sins (TV)

## Voix françaises
| - Vincent Cassel dans : - L'Âge de glace (voix) - L'Âge de glace 2 (voix) - L'Âge de glace 3 : Le Temps des dinosaures (voix) - L'Âge de glace 4 : La Dérive des continents (voix) - L'Âge de glace : Les Lois de l'Univers (voix) - Lionel Tua dans : - The Job (série télévisée) - Rescue Me : Les Héros du 11 septembre (série télévisée) - Freaks of Nature - Éric Herson-Macarel dans : - Suicide Kings - Thomas Crown - Bruno Dubernat dans : - Small Soldiers - Jugé coupable | - François Dunoyer dans : - The Amazing Spider-Man - The Amazing Spider-Man : Le Destin d'un héros - Serge Biavan dans : - Animal Kingdom (série télévisée) - Derrière la façade (en) (série télévisée) Et aussi - Michel Dodane dans Pour l'amour de l'art - Philippe Vincent dans Demolition Man - Mathieu Rivolier dans Underworld (en) - Pierre-François Pistorio dans Des hommes d'influence - François Leccia dans La Seconde Guerre de Sécession (téléfilm) - Patrice Baudrier dans Company Man |